# Río Altamachi
Río Altamachi är ett vattendrag i Bolivia.   Det ligger i departementet Cochabamba, i den centrala delen av landet, 250 km nordväst om huvudstaden Sucre.
Omgivningen kring Río Altamachi består i huvudsak av gräsmarker. Området är glesbefolkat, med 13 invånare per kvadratkilometer.